# بيركيديل

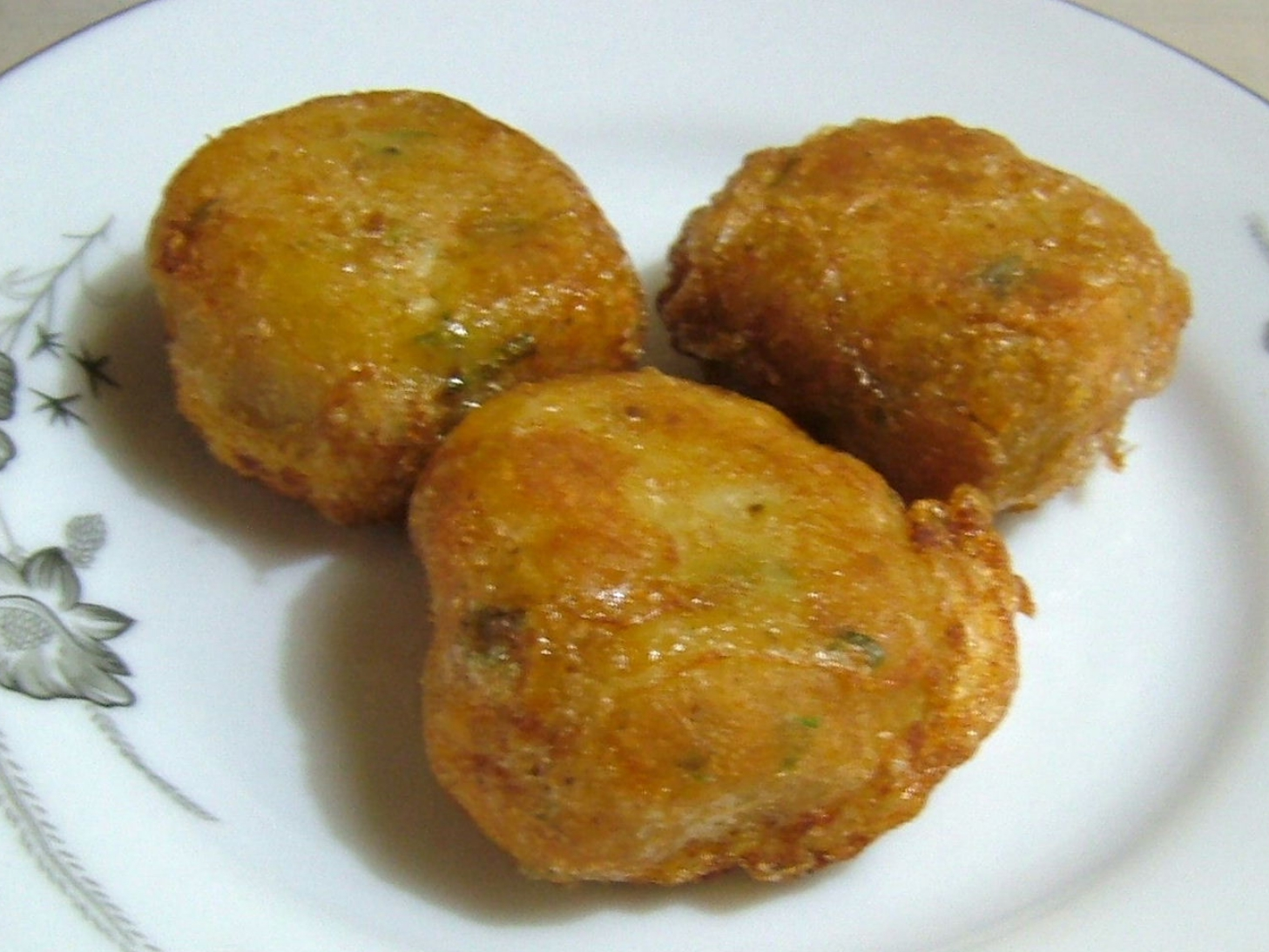
بيركيديل بالبطاطس

بيركيديل عبارة عن فطائر نباتية من المطبخ الإندونيسي. تُصنع البطاطس المهروسة الأكثر شيوعًا، ولكن هناك أنواع أخرى شائعة تشمل بيركيديل جاغونج (ذرة بيركيديل مقشرة) وبيركيدل تاهو (توفو بيركيديل) وبيركيدل إيكان (سمك مفروم). في جميع أنحاء إندونيسيا يطلق عليه بيركيديل؛ ومع ذلك، يطلق عليه اسم بيجديل باللغة الجاوية، ويسمى أيضًا بهذه الطريقة في ماليزيا وسنغافورة، مما قد يشير إلى أن هذا الطعام المقلي تم تقديمه من قبل المهاجرين الجاوي إلى ماليزيا وسنغافورة.

## الأصل
يُعتقد أن بيركديل مشتق من فريكديلر الهولندي، وهو في الواقع عبارة عن كرات لحم دنماركية أو طبق لحم مفروم. كان هذا بسبب الارتباط التاريخي والاستعماري الإندونيسي بهولندا. على عكس كرات اللحم، فإن المكون الرئيسي للبيركيديل ليس اللحوم، بل البطاطس المهروسة.

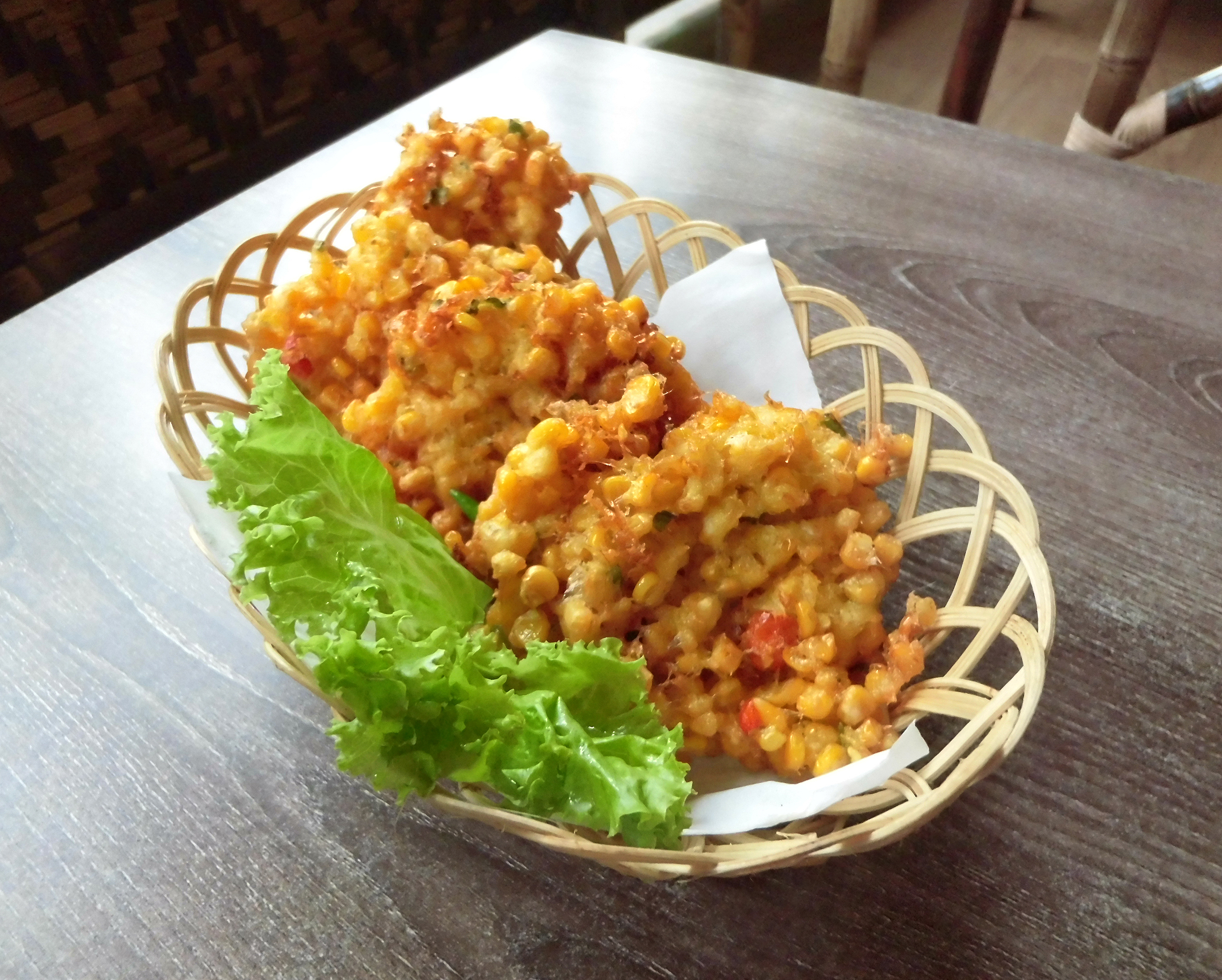

## المكونات
لا يتم غلي شرائح البطاطس لأن ذلك قد يتسبب في جعل البركيديل طريًا جدًا، ولكن بدلاً من ذلك مقلية أو مخبوزة. يتم خلط البطاطس المقلية المهروسة مع اللحم المفروم أو اللحم البقري. ومع ذلك، في بعض الأحيان يحتوي بيركيديل الشائع على اللحوم أو لا يحتوي على الإطلاق. يُمزج الخليط بعد ذلك مع البصل الأخضر المفروم ويتبل بمسحوق الفلفل الأبيض، ثم يُشكَّل على شكل فطائر مستديرة مسطحة ويُغمس في صفار البيض أو البيض المخفوق، قبل أن يُقلى جيدًا.
بيركديل هو طبق شهير، إما كطبق جانبي أو مقبلات في إندونيسيا.